# هاله پستان
هالهٔ پستان (به انگلیسی: Areola) به ناحیه اطراف نوک پستان گفته می‌شود که بافت آن با ناحیه‌ای که در آن احاطه شده تفاوت دارد. شکل آن در انسان‌ها معمولاً دایره یا بیضوی است. اندازه آن بسته به فرد متفاوت است ولی معمولاً اندازه هاله در زنان بزرگتر از مردان می‌باشد. رنگ آن می‌تواند در طی دوران کودکی تا میانسالی تغییر یابد. 
نوک پستان در زنان بالغ دارای چندین منفذ کوچک است که به‌صورت شعاعی در اطراف نوک مجاری شیری (مجاری لاکتیفروس) قرار گرفته‌اند و شیر در دوران شیردهی از آن‌ها خارج می‌شود. سایر منافذ کوچک موجود در هاله دور پستان غدد چربی هستند که به آن‌ها غدد آرئولار نیز گفته می‌شود.

## هالهٔ پستان در انسان

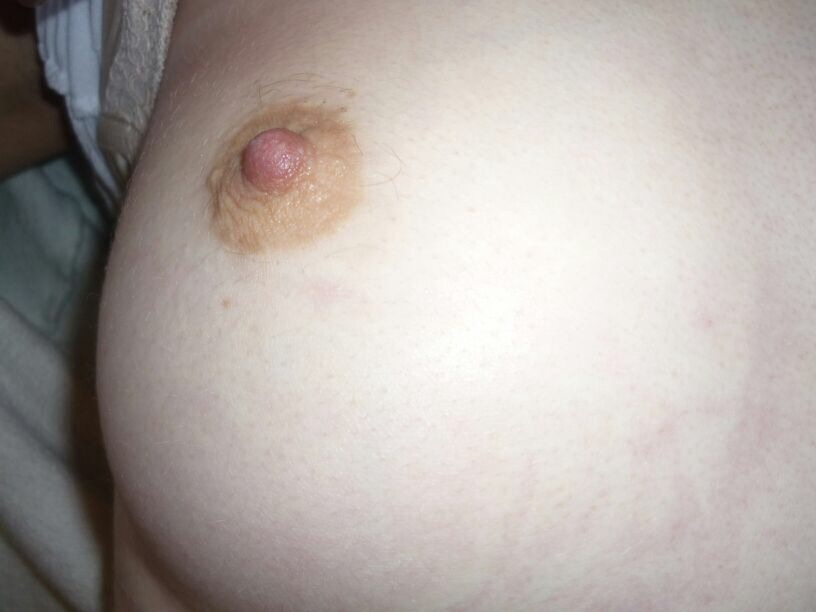
نمایی کلی از پستان یک زن شیرده که هاله پستان قابل رویت است.

در اطراف نوک پستان منافذی دور تا دور نوک پستان وجود دارد که در دوره شیردهی شیر تراوش می‌کنند. همچنین منافذی نیز برای غدد چربی پوست و غدد مونت گامری وجود دارد که با ترشح مواد چربی باعث مرطوب نگه داشتن هاله دور پستان و محافظت از آن می‌شود.

### رنگ
رنگ هاله دور پستان می‌تواند از صورتی تا قرمز، قهوه‌ای روشن، قهوه‌ای تیره یا تقریباً مشکی متغیر باشد، اما معمولاً در افرادی با پوست روشن‌تر، رنگ آرئولا روشن‌تر و در افرادی با پوست تیره‌تر، تیره‌تر است. یکی از دلایل این تفاوت رنگ ممکن است این باشد که ناحیه نوک پستان برای نوزاد قابل‌تشخیص‌تر باشد.
در بیشتر زنان، در مرحله دوم بارداری هایپرپیگمانتاسیون (افزایش رنگ‌دانه) رخ می‌دهد که منجر به تیره‌تر شدن موقت هاله دور پستان می‌شود.

### شکل و اندازه
شکل و اندازه هاله دور پستان نیز به شدت متغیر است. معمولاً در زنانی که به بلوغ جنسی رسیده‌اند اندازه بزرگتری نسبت به هاله دور پستان مردان و دختران نابالغ دارد. شکل هاله دور پستان انسان‌ها معمولاً دایره می‌باشد هر چند در برخی زنان و مردان ممکن است شکلی بیضی داشته باشد.
قطر متوسط هاله دور پستان در مردان ۲۵ میلیمتر و در زنان ۳۸٫۱ میلیمتر می‌باشد، هر چند ممکن است در برخی موارد اندازه آن به ۱۰۰ میلیتر نیز برسد. زنان شیرده یا زنان با پستان‌های بزرگ ممکن است هاله بزرگتری نیز داشته باشند.

### مریضی
مریضی پی جت که در آن رنگ هاله دور پستان به رنگی مشابه رنگ پوست بیماران مبتلا به بیماری درماتیت در آید.